# Joanna Gleason
Joanna Gleason (Winnipeg, 2 juni 1950), geboren als Joanne Hall, is een Canadese actrice.

## Biografie
Gleason werd geboren in Winnipeg als dochter van Monty Hall in een gezin van drie kinderen.

## Huwelijken
- 1975-1982: Paul Gleason – gescheiden, 1 kind
- 1984-1990: Michael Bennahum – gescheiden
- 1994-heden: Chris Sarandon

## Filmografie

### Films
- 2014: The Skeleton Twins - als Judy
- 2013: Last Vegas – als Miriam
- 2009: The Rebound – als Roberta Finklestein
- 2008: The Women – als Barbara
- 2008: My Sassy Girl – als Kitty / tante Sally
- 2008: Sex and the City – als therapeute
- 2007: The Girl in the Park – als Sarah
- 2006: The Pleasure of Your Company – als Lois
- 2005: Fathers and Sons – als Silvia
- 2001: The Wedding Planner – als mrs. Donolly
- 1999: Let the Devil Wear Black – als dr. Rona Harvey
- 1997: Road Ends – als Amacost
- 1997: Boogie Nights – als moeder van Dirk
- 1997: American Perfekt – als Shirley Dutton
- 1996: If These Walls Could Talk – als Julia
- 1996: Edie & Pen – als Maude
- 1995: Mr. Holland's Opus – als oudere Gertrude
- 1994: For the Love of Aaron – als Shirley
- 1993: Born Too Soon – als Annemarie
- 1992: For Richer, for Poorer – als Irene
- 1991: F/X2 – als Liz Kennedy
- 1991: The Boys – als Marie
- 1989: Crimes and Misdemeanors – als Wendy Stern
- 1986: Heartburn – als Diana
- 1986: Hannah and Her Sisters – als Carol
- 1983: Still the Beaver – als Kimberly
- 1983: Great Day – als Jennifer Simpson

### Televisieseries
Uitgezonderd eenmalige gastrollen.
- 2014-2016: Sensitive Skin - als Veronica - 7 afl.
- 2015: The Affair - als Yvonne - 3 afl.
- 2013: Blue Bloods - als Grace Newhouse - 2 afl.
- 2009-2012: The Good Wife – als rechter Carmella Romano – 3 afl.
- 1997-2004: King of the Hill – als Maddy Platter (stem) – 8 afl.
- 2001-2002: The West Wing – als Jordon Kendall – 5 afl.
- 2001: The Practice – als Henrietta Lightstone – 2 afl.
- 2000-2001: Bette – als Connie Randolph – 18 afl.
- 1998-2000: Oh Baby – als Charlotte St. John – 28 afl.
- 1999: Friends – als Kim Clozzi – 2 afl.
- 1997: Temporarily Yours – als Joan Silver – 6 afl.
- 1996: ER – als Iris – 3 afl.
- 1992-1995: Love & War – als Nadine Berkus – 67 afl.
- 1989-1991: American Playhouse – als vrouw van Baker – 2 afl.
- 1979-1980: Hello, Larry – als Morgan Winslow – 37 afl.
- 1979: Diff'rent Strokes – als Morgan Winslow – 3 afl.

- Bibsys: 14064151
- Bibliothèque nationale de France: cb14181860v (data)
- CiNii: DA16367296
- Gemeinsame Normdatei: 134715128
- International Standard Name Identifier: 0000 0000 8415 8219
- Library of Congress Control Number: n89623163
- MusicBrainz: 964ee497-4a3e-4473-b8e7-9bce28d5466f
- Nationale Bibliotheek van Israël: 987007345403405171
- Nationale Bibliotheek van Polen: a0000002428594
- SNAC: w6fn93m4
- Système universitaire de documentation: 20083309X
- Virtual International Authority File: 119980708
- WorldCat: E39PBJxmJMfDgFM9pW4RvGjQv3